# 年寄株問題
年寄株問題（としよりかぶもんだい）とは、日本相撲協会の役員になるために必要な資格である年寄名跡（年寄株）の売買、譲渡にからむ権利関係のことで、1998年には協会の役員人事が大荒れになった。

## 経緯
相撲界は興業相撲を起源に持っており、年寄衆は元力士のギルド的な存在から発展したものである。そのため、年寄株のやり取りは所有者と襲名希望者との交渉によって成立している。また、相撲界は今に至るまで疑似的な大家族制をとっており、もともと年寄名跡は養子縁組によって相続されるのが通例だった。そのため、制度創設当初は、襲名した年寄は引退後の先代の生活を保障する慣行があった。その後、一定の「一時金」を支払って名跡の譲渡を受ける形が一般的になる。更に、どうしても名跡を取得できない力士が、すでに名跡を所有している現役力士や、名跡の所有権を保持したまま協会を退職した元年寄から名跡の襲名権のみを買い取って当座をしのぐ「借株」が発生し、名跡の所有者と実際の襲名者が異なるという事態も生じた。
かつては、年寄名跡保持者（親方）は停年（定年）を迎えるまでに早々と廃業して後進に道を譲ったり、力士時代の生活習慣などが原因で若くして亡くなることが多く、年寄名跡は寧ろ余る傾向にあった。しかし、徐々に力士の寿命も延び、また停年前に廃業する年寄も減少したためなかなか名跡に空きが出ず、どうしても欲しいと思う者が高値で買い取るようになり相場が高騰する、という事態に陥ってしまった。
実情はともかく、あくまで名跡の譲渡は当人同士の合意によるものとされていたため、相撲界の閉鎖的な体質もあって、数億とも十数億ともいわれる様になった年寄株の「相場」はなかなか明らかにならなかった。
若・貴ブームのピークであった1990年代前半は、3億円程度まで暴騰したとも言われている。
- 1996年、若乃花と貴ノ花の間で「二子山」名跡の譲渡にあたり、後援会からの贈与金3億円を所得として申告しなかったため東京国税局により申告漏れを摘発された。この摘発により、年寄名跡の高額売買の実態が明らかにされた。
- 1998年、11代花籠（大ノ海）の遺族が13代花籠（太寿山）に対して起こした訴訟では、第三者に渡った年寄名跡の権利を原告が取り戻すのに2億5000万円支払ったことが事実認定されている（東京地裁平成10年9月21日判決）。
- 2003年、7代立浪（旭豊）が年寄名跡の承継について6代立浪（羽黒山）から金銭の支払いを求められた訴訟では、東京地裁平成15年2月24日判決において、「相撲界の慣習に従って相当額の金員を支払うとの口頭による合意が成立した」と認定され、その金額として、7代立浪の兄弟弟子が6代立浪から別の年寄名跡を受ける際に1億7500万円支払った事実（6代立浪は当該年寄名跡を2億4000万円で取得したことも事実認定された）が引き合いに出され、結局6代立浪からの1億7500万円の請求が認容された（もっとも、東京高裁では原告敗訴の逆転判決が出され、最高裁もそれを維持した）。この裁判により、年寄名跡の財産価値を裁判所として初めて認定、算出したことが特筆される。
- 貴闘力の証言によると、元出島の15代大鳴戸は、1995年に取得することとなった年寄名跡・大鳴戸を購入する3億円を用意するために銀行で多額の借金をしたとされ、金利もあってとても完済し切れないという[1]。

## 年寄株制度の改革
1996年9月、境川理事長（横綱・佐田の山）は年寄名跡の改革私案を理事会に提出した。その骨子は、「年寄名跡の協会帰属」と「年寄名跡の売買禁止」という内容で構成されていた。これに対して、理事を除く年寄で組織された年寄名跡改革小委員会［間垣委員長（横綱・2代若乃花）、高田川副委員長（大関・前の山）は、境川改革案を圧倒的多数で拒否した。1997年5月、境川は改革私案の全面撤回を表明するに至った。
1998年1月31日に実施された役員選挙に伴う理事選挙は史上初めて投票となり、境川理事長の退任と時津風理事長（大関・豊山）の新任というトップ交代、協会ナンバー3であった陣幕広報部長兼巡業部長（横綱・北の富士）の退職、さらに高田川新理事が高砂一門から破門されるという大騒動へと波及した。対立の背景には、「年寄名跡改革問題」「相撲茶屋問題」「巡業改革問題」の3点が絡んでいた。
1998年4月に時津風理事長は、「年寄名跡の所有者と使用者」の情報公開、新たな年寄名跡の賃借禁止（借株禁止）と複数の年寄名跡取得禁止、その代償として準年寄制度の新設という年寄名跡の改革案を理事会で決議した。情報公開により、年寄名跡取引の授受状況が明確となり、公平さの確保が担保された。年寄名跡の新制度は、1998年5月1日施行された。

### 1998年5月1日施行の年寄名跡の新制度
1. 年寄名跡の所有者と使用者、名義変更について情報公開を行う。
2. 新たに年寄名跡を貸し借りすることはできない（借り株禁止令）。
3. 年寄名跡を複数所有する者は、5年以内に他の者に継承させる。
4. 襲名条件として、次のいずれかの条件を満たす必要がある。
  1. 横綱または大関
  2. 三役（小結以上）1場所以上
  3. 幕内通算20場所以上
  4. 十両と幕内通算30場所以上
5. 例外規定として相撲部屋継承者と承認された場合、次のいずれかの条件が適用される。
  1. 幕内通算12場所以上
  2. 十両と幕内通算20場所以上
6. 空き名跡がない場合の優遇措置
  1. 大関は年寄として3年間在籍
  2. 三役以下は準年寄として2年間在籍、準年寄の定員は10名以内

### 準年寄
借株禁止措置の影響を被る力士への救済措置として、「準年寄」の制度が誕生した。関脇以下の力士に対して、2年間の限定で現役名のままで年寄として協会に残ることを可能にした措置である（定員10名）。
しかし、2年という短い期限内に年寄名跡を取得することは当時は至難の業であり、期間満了が迫った準年寄が軒並み所有者から名跡を借り受けて年寄を襲名するようになり、この新制度をもってしても年寄名跡の貸借は後を絶たず、貸借禁止は2002年初頭あたりまでに有名無実化してしまった。さらに、空き名跡が増加し、協会の業務にも支障をきたすようになった。これを受けて協会の理事会は2002年9月3日に年寄名跡の貸借禁止を解除することを決定し、同時に準年寄の限定期間を1年に短縮、定員も5名に縮小した。一方で、持株と借株の年寄の待遇を差別化する意味で、翌2003年から借株の年寄を全員平年寄に降格し、番付の表記上、同じ平年寄でも持株年寄よりさらに下位に位置付けるようになった。
ところが今度は期限が1年になったことで、逆に期間満了が目前に迫った準年寄が年寄名跡を滑り込みで借りて年寄を襲名する事例が目立つようになった。このため協会は準年寄制度の意義はもはや消失したとして、2006年12月21日に準年寄制度の廃止を決定した。ただし移行措置として、この時点で準年寄だった4名（闘牙・隆の鶴・金開山・春ノ山）については、それぞれの在籍期間が満了するまで準年寄としての地位を引き続き認めた。最後の準年寄となった春ノ山は、期間満了が5日後に迫った2007年11月25日、栃乃洋が所有する年寄名跡を借りて年寄・竹縄を襲名した。

## 年寄名跡の買取検討
2011年1月、協会は年寄名跡の買取を検討した。その後、同年8月5日に行われた公益法人制度改革対策委員会で4案が出たがこの場での意見はまとまらず、2012年6月19日の評議員会と理事会において年寄名跡の買取をしないことが正式に決定された。横綱審議委員で弁護士の勝野義孝は「年寄株は『間違いない』という特殊な商号、暖簾であって、これまで売買されたものを協会が『ただで返せ』というのは法的にもおかしい。その場合は買い取るしかない」と年寄名跡の一括管理をする上で元の所有者に対価を支払わないことには反対であった。

## 年寄名跡の価値低下時期
2010年代からの傾向としては公益法人移行や団塊の世代の大量停年による後継者不足などの影響もあって「ゼロが一つ違う」と親方衆がもらすほど名跡の価値が下落し、2013年12月14日の時点では一代年寄を除いた105名跡の内1割超の11名跡が空き名跡となる事態が発生していた。

## 公益法人への移行そして年寄名跡の協会管理
2014年1月30日に日本相撲協会が公益法人に移行したことに伴い、年寄名跡は日本相撲協会が管理することとなった。また、年寄名跡の襲名及び年寄名跡を襲名する者の推薦に関して金銭等の授受が禁止された。借り株は原則禁止とされ、移行時点で借株で襲名している年寄は3年間に限って現状維持が認められたが、3年の期限を越えたのちも、借株で在籍している年寄は存在する。これについては「年寄名跡及び相撲部屋の新設・承継規程」第6条に基づく「年寄名跡一時的襲名」として扱われている。
尚、公益法人移行の過程で協会から名跡証書の提出を求められた際、14代鳴戸、21代春日山、16代熊ヶ谷の3人が2013年12月20日に設定された提出期限に間に合わない事態に陥り、同時に名跡の所有に実効性を欠くことが明らかとなった（証書の提出期限が年明け後の2014年1月11日まで延長された）。

### 借株・一時的襲名の年寄
公益法人移行時に借株で襲名していた年寄
| 引退時四股名                   | 最高位 | 借株等の経歴 （襲名時期、株の所有者、借株襲名もしくは取得） |
| ------------------------------ | ------ | --- |
| 琴錦功宗 ことにしき かつひろ   | 関脇   | 琴錦（2000年9月10日、準年寄） →若松（2002年9月16日、元富士錦、借株襲名） →竹縄（2003年9月19日、元栃ノ海→栃乃洋、借株襲名） →浅香山（2007年7月19日、魁皇、借株襲名） →荒磯（2009年1月13日、稀勢の里、借株襲名） →秀ノ山（2009年9月27日、元長谷川→琴奨菊、借株襲名） →中村（2014年1月21日、嘉風、借株襲名） →朝日山（2016年1月7日、元大受、取得）         |
| 金開山龍 きんかいやま りゅう   | 前頭6  | 金開山（2006年5月21日、準年寄） →関ノ戸（2007年5月18日、元福の花、借株襲名） →稲川（2008年9月28日、元義ノ花、借株襲名） →千田川（2011年4月26日、元前の山、借株襲名） →田子ノ浦（2012年4月12日、元久島海の遺族、借株襲名） →岩友（2013年4月9日、元栃勇、借株襲名） →三保ヶ関（2013年12月17日、元増位山、借株襲名） →高崎（2014年4月2日、元鷲羽山、取得） |
| 光法賢一 こうぼう けんいち     | 前頭9  | 安治川（2007年12月7日、安美錦） →二子山（2010年7月8日、元貴乃花、借株襲名） →立田川（2013年3月20日、元豊山→豊真将、借株襲名） →西岩（2015年1月9日、若の里、一時的襲名） →音羽山（2015年7月27日、元貴ノ浪の遺族、取得） →相撲協会退職（2018年1月13日、大道に名跡を譲渡）                                                                                 |
| 栃栄篤史 とちさかえ あつし     | 前頭1  | 竹縄（2008年1月24日、栃乃洋） →清見潟（2011年1月23日、栃煌山、借株襲名） →三保ヶ関（2014年8月29日、元増位山、取得） |
| 武州山隆士 ぶしゅうやま たかし | 前頭3  | 小野川（2013年1月27日、元北の湖→元北の湖の遺族） →清見潟（2016年1月7日、栃煌山、一時的襲名） →春日山（2020年5月29日、勢、一時的襲名） →待乳山（2021年5月7日、元播竜山、取得） |
| 寶千山幸勘 ほうちやま こうかん | 前頭14 | 君ヶ濱（2013年12月20日、隠岐の海） →振分（2020年12月25日、日本相撲協会→妙義龍、一時的襲名） →出来山（2023年12月27日、元出羽の花、一時的襲名） →立田川（2024年5月27日、日本相撲協会、一時的襲名） |

公益法人移行後引退時に一時的襲名を行った力士
| 引退時四股名                       | 最高位 | 借株等の経歴 （襲名時期、株の所有者、借株襲名もしくは取得） |
| ---------------------------------- | ------ | --- |
| 大道健二 だいどう けんじ           | 前頭8  | 小野川（2016年1月21日、元北の湖の遺族） →音羽山（2018年1月13日、元光法、取得） →阿武松（2019年9月26日、元益荒雄、名跡交換）                                                                       |
| 土佐豊祐哉 とさゆたか ゆうや       | 前頭1  | 安治川（2016年1月22日、安美錦） →佐ノ山（2016年10月25日、日本相撲協会、一時的襲名） →間垣（2018年4月20日、元時天空の遺族、取得） →時津風（2021年2月22日、元時津海、名跡変更）                     |
| 玉飛鳥大輔 たまあすか だいすけ     | 前頭9  | 荒磯（2015年9月29日、稀勢の里） →熊ヶ谷（2018年4月20日、元金親、取得） |
| 佐田の富士哲博 さだのふじ あきひろ | 前頭2  | 中村（2017年5月28日、嘉風） →山科（2019年8月27日、元大錦、一時的襲名） →出来山（2021年6月7日、元出羽の花、一時的襲名） →振分（2023年12月27日、妙義龍、一時的襲名） →相撲協会退職（2024年4月17日） |
| 翔天狼大士 しょうてんろう たいし   | 前頭2  | 春日山（2017年12月28日、勢） →北陣（2019年7月25日、遠藤、一時的襲名） →錦島（2022年6月30日、元朝潮、一時的襲名） →出来山（2025年5月1日、元出羽の花、一時的襲名）                                  |
| 里山浩作 さとやま こうさく         | 前頭12 | 佐ノ山（2018年11月23日、日本相撲協会） →千賀ノ浦（2021年4月16日、元舛田山、取得） |
| 天鎧鵬貴由輝 てんかいほう たかゆき | 前頭8  | 秀ノ山（2019年3月23日、琴奨菊） →音羽山（2020年2月1日、元益荒雄、一時的襲名） →佐ノ山（2023年1月26日、日本相撲協会、一時的襲名） →北陣（2023年7月21日、遠藤、一時的襲名）                         |
| 豊ノ島大樹 とよのしま だいき       | 関脇   | 井筒（2020年4月17日、元逆鉾の遺族） →相撲協会退職（2023年1月4日） |
| 琴勇輝一巖 ことゆうき かずよし     | 関脇   | 君ヶ濱（2021年4月14日、隠岐の海） →北陣（2022年10月8日、遠藤、一時的襲名） →荒磯（2023年7月21日、元若嶋津、取得）                                                                                 |
| 旭日松広太 あさひしょう こうた     | 前頭11 | 桐山（2021年6月11日、元黒瀬川） →振分（2024年7月29日、妙義龍、一時的襲名） →相撲協会退職（2024年9月22日）                                                                                         |
| 千代鳳祐樹 ちよおおとり ゆうき     | 小結   | 佐ノ山（2021年11月27日、日本相撲協会） →大山（2022年11月7日、元大飛→北勝富士、一時的襲名） →錦島（2025年5月1日、元朝潮の遺族、一時的襲名）                                                        |
| 明瀬山光彦 あきせやま みつひこ     | 前頭12 | 井筒（2023年8月10日、元逆鉾の遺族→志摩ノ海） |
| 德勝龍誠 とくしょうりゅう まこと   | 前頭2  | 千田川（2023年9月12日、元闘牙、一時的襲名→取得） |

### 名跡証書の提出期限内に提出できなかった親方
- 14代鳴戸（隆の鶴）

鳴戸部屋を運営していた14代鳴戸は部屋運営資格を維持するために実効性のある名跡取得に追われ、14代田子ノ浦（久島海）の未亡人を頼って田子ノ浦を正式取得し、12月25日に16代田子ノ浦を襲名すると同時に実質的な部屋運営者であった13代鳴戸（隆の里）の遺族の元を離れて部屋施設を移転し、田子ノ浦部屋と部屋名を変更した。
- 16代熊ヶ谷（金親）

宮城野部屋の部屋付き親方だった16代熊ヶ谷は実際の証書所有者である9代宮城野（廣川）の遺族との話し合いが平行線をたどり、証書の取得が難航していたが、年明け後に証書を入手して2014年1月9日に提出した。
- 21代春日山（濱錦）

春日山部屋を運営していた21代春日山は年寄株の引き渡しを巡って実際の証書所有者である20代春日山（春日富士）に対して法的措置を講じており、2016年8月2日に横浜地裁川崎支部で21代春日山に対し、20代春日山へ名跡の譲渡対価として1億7160万円の支払を命じる判決を言い渡されたが控訴。なお、協会側は21代春日山の年寄名跡所有に実効性を欠く状態が長期化したことに加え、21代春日山が地裁判決が出た直後の9月場所中に一度も部屋に向かわなかったことを重く見て、2016年10月12日に師匠辞任の勧告を行い、21代春日山もこれを受け入れて、春日山部屋は継承者が現れるまで一時閉鎖（力士らは追手風部屋預かり）。訴訟は協会が定めた2017年1月の期限までに和解に至らず21代春日山は退職した。

## 年寄の再雇用制度導入に伴う価値の高騰と年寄名跡不足
2014年11月に年寄は65歳で停年退職とするものから、希望する年寄は参与として最長で70歳まで再雇用をする規定が新設された。このため、年寄株が不足傾向になり、一時的襲名の年寄が年寄株を取得できずに退職、襲名条件を満たした力士が年寄株を取得できずに引退、年寄株を貸している力士や年寄株を取得できない力士がすぐに引退しにくい状況となっている。
また、2021年3月の報道によると、再雇用制度導入の影響による名跡の不足、および再雇用期間の分の給与などの上乗せといった影響で名跡の価値が回復したといい、相場が2億円ほどになっているという話もある。
2025年の報道によると、協会側の対応としては借株での再雇用利用は認められないとしているが、実際はその対応を無視している親方もいるとのこと
一時的襲名中に年寄株を取得できずに退職した年寄
| 親方名                     | 現役時の四股名 | 最高位 | 名跡経歴 （襲名時期、株の所有者）                                                                                              | 退職日        |
| -------------------------- | -------------- | ------ | --- | ------------- |
| 井筒大樹 いづつ だいき     | 豊ノ島大樹     | 関脇   | 井筒（2020年4月17日、元逆鉾の遺族）                                                                                            | 2023年1月4日  |
| 振分哲博 ふりわけ あきひろ | 佐田の富士哲博 | 前頭2  | 中村（2017年5月28日、嘉風） →山科（2019年8月27日、元大錦） →出来山（2021年6月7日、元出羽の花） →振分（2023年12月27日、妙義龍） | 2024年4月17日 |
| 振分広太 ふりわけ こうた   | 旭日松広太     | 前頭11 | 桐山（2021年6月11日、元黒瀬川） →振分（2024年7月29日、妙義龍）                                                                 | 2024年9月22日 |

襲名条件を満たしていたが年寄株を取得できないまま引退した力士
| 四股名                               | 満たしていた襲名要件             | 最高位 | 引退時地位 | 引退日         |
| ------------------------------------ | -------------------------------- | ------ | ---------- | -------------- |
| 松鳳山裕也 しょうほうざん ゆうや     | 最高位小結以上                   | 小結   | 幕下5      | 2022年6月22日  |
| 常幸龍貴之 じょうこうりゅう たかゆき | 最高位小結以上                   | 小結   | 幕下33     | 2022年9月23日  |
| 千代大龍秀政 ちよたいりゅう ひでまさ | 最高位小結以上                   | 小結   | 前頭12     | 2022年11月20日 |
| 豊山亮太 ゆたかやま りょうた         | 幕内在位通算20場所以上（26場所） | 前頭1  | 十両4      | 2022年11月28日 |
| 逸ノ城駿 いちのじょう たかし         | 最高位小結以上                   | 関脇   | 前頭13     | 2023年5月4日   |
| 照強翔輝 てるつよし しょうき         | 幕内在位通算20場所以上（22場所） | 前頭3  | 幕下36     | 2024年3月18日  |
| 阿武咲奎也 おうのしょう ふみや       | 最高位小結以上                   | 小結   | 幕下3      | 2024年12月18日 |
| 旭大星託也 きょくたいせい たくや     | 関取通算在位30場所以上（38場所） | 前頭8  | 三段目20   | 2024年12月25日 |